# Seznam bamberských biskupů a arcibiskupů

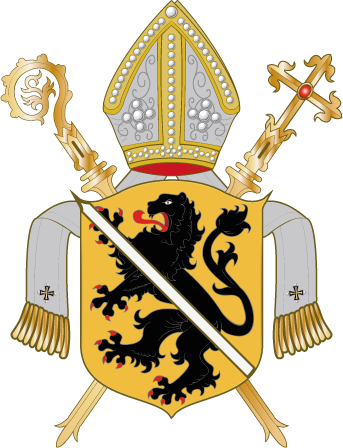
Znak bamberského biskupství

Tento seznam bamberských arcibiskupů a biskupů zahrnuje chronologické pořadí biskupů od založení bamberského biskupství v letech 1007 až 1303. Po roce 1303 byli biskupové zároveň světskými panovníky bamberské diecézní správy. 29. září 1802 bylo ústředí diecézní správy v Bamberku obsazeno bavorským vojskem a následně došlo k vynucenému odstoupení Kryštof František z Busecku, který se tak stal posledním knížetem-biskupem. Po sekularizaci diecéze následovali – od roku 1818 – arcibiskupové bamberské arcidiecéze.

## Seznam bamberských arcibiskupů a biskupů
| pořadí | biskupové                                                       | od   | do   | poznámky                                                                                      | vyobrazení                                                                            | znak                                |
| ------ | --------------------------------------------------------------- | ---- | ---- | --------------------------------------------------------------------------------------------- | ------------------------------------------------------------------------------------- | ----------------------------------- |
| 01     | Eberhard I.                                                     | 1007 | 1040 |                                                                                               |                                                                                       |                                     |
| 02     | Suitger z Morslebenu                                            | 1040 | 1047 | v letech 1046 až 1047 zároveň papež Klement II.                                               | Papežský hrob                                                                         |                                     |
| 03     | Hartvík                                                         | 1047 | 1053 |                                                                                               |                                                                                       |                                     |
| 04     | Adalbero z Eppensteinu                                          | 1053 | 1057 |                                                                                               |                                                                                       |                                     |
| 05     | Gunther                                                         | 1057 | 1065 |                                                                                               |                                                                                       |                                     |
| 06     | Heřman I.                                                       | 1065 | 1075 |                                                                                               |                                                                                       |                                     |
| 07     | Rupert                                                          | 1075 | 1102 |                                                                                               |                                                                                       |                                     |
| 08     | Sv. Ota I.                                                      | 1102 | 1139 |                                                                                               | Hrobka v bamberském kostele sv. Michala · vyobrazení v bamberském kostele sv. Michala |                                     |
| 09     | Egilbert                                                        | 1139 | 1146 |                                                                                               |                                                                                       | Egilbertova pečeť                   |
| 10     | Eberhard II. z Otelingenu                                       | 1146 | 1170 |                                                                                               |                                                                                       |                                     |
| 11     | Heřman II.                                                      | 1170 | 1177 |                                                                                               |                                                                                       |                                     |
| 12     | Ota II. z Andechsu                                              | 1177 | 1196 |                                                                                               |                                                                                       |                                     |
| 13     | Timo                                                            | 1196 | 1201 |                                                                                               |                                                                                       |                                     |
| 14     | Konrád z Ergersheimu                                            | 1202 | 1203 |                                                                                               |                                                                                       |                                     |
| 15     | Ekbert z Andechsu-Meranien                                      | 1203 | 1237 |                                                                                               |                                                                                       |                                     |
| [ 1 ]  | Siegfried z Öttingenu                                           | 1237 | 1237 | trat nach wenigen Monaten zurück                                                              |                                                                                       |                                     |
| 16     | Poppo z Andechsu-Meranien                                       | 1237 | 1242 | 1242 abgesetzt                                                                                |                                                                                       |                                     |
| 17     | Jindřich I. z Bilversheimu                                      | 1242 | 1257 |                                                                                               |                                                                                       |                                     |
| [ 1 ]  | Vladislav Slezský                                               | 1257 | 1257 | krátce po zvolení odstoupil, též biskup pasovský v roce 1256, arcibiskup salcburský 1265–1270 |                                                                                       |                                     |
| 18     | Bertold z Leiningenu                                            | 1257 | 1285 |                                                                                               |                                                                                       |                                     |
| [ 1 ]  | Manegold z Neuenburgu                                           | 1285 | 1286 | vzdal se úřadu, též biskup würzburský 1287–1303                                               |                                                                                       |                                     |
| 19     | Arnold Solmský                                                  | 1286 | 1296 |                                                                                               |                                                                                       |                                     |
| 20     | Leopold I. z Gründlachu                                         | 1296 | 1303 |                                                                                               |                                                                                       |                                     |
| pořadí | knížata-biskupové                                               | od   | bis  | poznámky                                                                                      | vyobrazení                                                                            | znak                                |
| 21     | Vulfing ze Stubenbergu                                          | 1304 | 1318 | též biskup lavantský 1299–1304                                                                |                                                                                       |                                     |
| [ 1 ]  | Oldřich ze Schlüsselbergu                                       | 1318 | 1321 | Elekt, též biskup brixenský 1322                                                              |                                                                                       |                                     |
| 22     | Jan Vulfing z Ostrova                                           | 1322 | 1324 | též biskup brixenský 1299–1304, biskup freisinský 1323–1324                                   |                                                                                       |                                     |
| 23     | Jindřich II. ze Šternberka                                      | 1324 | 1328 |                                                                                               |                                                                                       |                                     |
| [ 1 ]  | Jan Nasavský                                                    | 1328 | 1329 | Elekt                                                                                         |                                                                                       |                                     |
| 24     | Werntho Šenk z Reichenecku                                      | 1329 | 1335 |                                                                                               |                                                                                       |                                     |
| 25     | Leopold II. z Egloffsteinu                                      | 1335 | 1343 |                                                                                               |                                                                                       |                                     |
| [ 1 ]  | Markvart I. z Randecku                                          | 1343 | 1344 | Elekt                                                                                         |                                                                                       |                                     |
| 26     | Bedřich I. z Hohenlohe                                          | 1344 | 1352 | Epitaf v bamberské katedrále                                                                  |                                                                                       |                                     |
| 27     | Leopold III. z Bebenburgu                                       | 1353 | 1363 | Epitaf na anhäuserské zdi                                                                     |                                                                                       |                                     |
| 28     | Bedřich II. z Truhendingenu                                     | 1363 | 1366 |                                                                                               |                                                                                       |                                     |
| 29     | Ludvík Míšeňský                                                 | 1366 | 1374 | též arcibiskup mohučský 1373–1381                                                             |                                                                                       |                                     |
| 30     | Lamprecht z Brunnu                                              | 1374 | 1398 | též biskup brixenský 1363–1364, biskup špýrský 1364–1371, biskup štrasburský 1371–1374        |                                                                                       |                                     |
| 31     | Albrecht z Wertheimu                                            | 1398 | 1421 |                                                                                               |                                                                                       |                                     |
| 32     | Bedřich III. z Aufsesu                                          | 1421 | 1431 |                                                                                               |                                                                                       |                                     |
| 33     | Antonín z Rotenhanu                                             | 1431 | 1459 | Epitaf v bamberské katedrále                                                                  |                                                                                       |                                     |
| 34     | Jiří I. ze Schaumbergu                                          | 1459 | 1475 |                                                                                               |                                                                                       |                                     |
| 35     | Filip z Hennebergu                                              | 1475 | 1487 |                                                                                               |                                                                                       |                                     |
| 36     | Jindřich III. Veliký z Trokavy                                  | 1487 | 1501 |                                                                                               |                                                                                       |                                     |
| 37     | Vít I. Truchses z Pommersfeldenu                                | 1501 | 1503 |                                                                                               |                                                                                       |                                     |
| 38     | Jiří II. Maršál z Ebnetu                                        | 1503 | 1505 |                                                                                               |                                                                                       |                                     |
| 39     | Jiří III. Šenk z Limpurgu                                       | 1505 | 1522 |                                                                                               |                                                                                       |                                     |
| 40     | Weigand z Ředvice                                               | 1522 | 1556 | Epitaf v michelsberském klášteře                                                              |                                                                                       |                                     |
| 41     | Jiří IV. Fuchs z Rügheimu                                       | 1556 | 1561 | Epitaf v bamberské katedrále                                                                  |                                                                                       |                                     |
| 42     | Vít II. Würzburský                                              | 1561 | 1577 | Epitaf v michelsberském klášteře                                                              |                                                                                       |                                     |
| 43     | Jan Jiří I. Zobel z Giebelstadtu                                | 1577 | 1580 | Epitaf v michelsberském klášteře                                                              |                                                                                       |                                     |
| 44     | Martin Eybský                                                   | 1580 | 1583 |                                                                                               |                                                                                       |                                     |
| 45     | Arnošt z Mengersdorfu                                           | 1583 | 1591 | Epitaf v michelsberském klášteře                                                              |                                                                                       |                                     |
| 46     | Neidhardt z Thüngenu                                            | 1591 | 1598 | Epitaf v michelsberském klášteře                                                              | Ausschnitt aus dem Epitaf                                                             |                                     |
| 47     | Jan Filip z Gebsattelu                                          | 1599 | 1609 | Epitaf v michelsberském klášteře                                                              | Epitaf in der Michaeliskirche                                                         |                                     |
| 48     | Jan Gottfried I. z Aschhausenu                                  | 1609 | 1622 | též biskup würzburský 1617–1622                                                               | Epitaf ve würzburské katedrále                                                        |                                     |
| 49     | Jan Jiří II. Fuchs z Dornheimu                                  | 1623 | 1633 |                                                                                               |                                                                                       |                                     |
| 50     | František z Hatzfeldu                                           | 1633 | 1642 | též biskup würzburský 1631–1642                                                               |                                                                                       |                                     |
| 51     | Melchior Ota Fojt Salcburský                                    | 1642 | 1653 | Epitaf v michelsberském klášteře                                                              |                                                                                       |                                     |
| 52     | Filip Valentin Fojt z Rienku                                    | 1653 | 1672 |                                                                                               |                                                                                       |                                     |
| 53     | Petr Filip z Dernbachu                                          | 1672 | 1683 | též biskup würzburský 1675–1683                                                               |                                                                                       |                                     |
| 54     | Markvart Šebestián Šenk ze Stauffenbergu                        | 1683 | 1693 |                                                                                               |                                                                                       |                                     |
| 55     | Lothar František ze Schönbornu                                  | 1693 | 1729 | též arcibiskup mohučský 1694–1729                                                             |                                                                                       |                                     |
| 56     | Bedřich Karel ze Schönborn-Buchheimu                            | 1729 | 1746 | též biskup würzburský 1729–1746                                                               |                                                                                       |                                     |
| 57     | Jan Filip Antonín z Frankensteinu                               | 1746 | 1753 | Epitaf v michelsberském klášteře                                                              |                                                                                       |                                     |
| 58     | František Konrád Stadion z Thannhausenu                         | 1753 | 1757 | Epitaf v michelsberském klášteře                                                              |                                                                                       |                                     |
| 59     | Adam Bedřich ze Seinsheimu                                      | 1757 | 1779 | též biskup würzburský 1755–1779, Epitaf v michelsberském klášteře                             |                                                                                       | Erb v bamberském kostele sv. Jakuba |
| 60     | František Ludvík z Erthalu                                      | 1779 | 1795 | též biskup würzburský 1779–1795                                                               |                                                                                       |                                     |
| 61     | Kryštof František z Busecku                                     | 1795 | 1805 | poslední kníže-biskup, abdikoval jako světský kníže roku 1802                                 | zeitgenössisches Malba                                                                |                                     |
| pořadí | představený                                                     | od   | bis  | poznámky                                                                                      | vyobrazení                                                                            | znak/erb                            |
| 62     | Jiří Karel z Fechenbachu                                        | 1805 | 1808 | od roku 1800 koadjutor v Bamberku též biskup würzburský 1795–1802                             | Busta ve würzburské katedrále                                                         |                                     |
|        | sedisvakance                                                    | 1808 | 1812 |                                                                                               |                                                                                       |                                     |
| [ 1 ]  | sedisvakance Adam Bedřich Gross z Trokavy jako apoštolský vikář | 1812 | 1818 | später biskup würzburský 1818–1840                                                            | Epitaf ve würzburské katedrále                                                        |                                     |
| pořadí | arcibiskupové                                                   | od   | do   | poznámky                                                                                      | vyobrazení                                                                            | znak/erb                            |
| 63     | Joseph von Stubenberg                                           | 1818 | 1824 | též biskup eichstättský 1791–1824                                                             |                                                                                       |                                     |
| 64     | Joseph Maria z Fraunbergu                                       | 1824 | 1842 | též biskup augsburský 1819/21–1824                                                            |                                                                                       |                                     |
| 65     | Bonifác Kašpar von Urban                                        | 1842 | 1858 |                                                                                               | Účastník biskupské konference roku 1848                                               |                                     |
| 66     | Michael z Deinleinu                                             | 1858 | 1875 | též biskup augsburský 1856–1858                                                               | Fotografie                                                                            |                                     |
| 67     | Friedrich von Schreiber                                         | 1875 | 1890 |                                                                                               | Náhrobek v bamberské katedrále                                                        |                                     |
| 68     | Joseph von Schork                                               | 1890 | 1905 |                                                                                               | Fotografie                                                                            |                                     |
| 69     | Friedrich Philipp von Abert                                     | 1905 | 1912 |                                                                                               | Malba                                                                                 |                                     |
| 70     | Johann Jakob von Hauck                                          | 1912 | 1943 |                                                                                               |                                                                                       |                                     |
| 71     | Joseph Otto Kolb                                                | 1943 | 1955 |                                                                                               |                                                                                       |                                     |
| 72     | Josef Schneider                                                 | 1955 | 1976 |                                                                                               |                                                                                       |                                     |
| [ 1 ]  | sedisvakance Martin Wiesend jako diecézní administrátor         | 1976 | 1977 |                                                                                               |                                                                                       |                                     |
| 73     | Elmar Maria Kredel                                              | 1977 | 1994 | též armádní biskup                                                                            |                                                                                       |                                     |
| 74     | Karl Braun                                                      | 1995 | 2001 | předtím biskup eichstättský 1984–1995                                                         |                                                                                       | Arcibiskupský znak                  |
| 75     | Ludwig Schick                                                   | 2002 |      |                                                                                               | Fotografie s biskupem (uprostřed)                                                     |                                     |

## Sufragánní biskupové
Jelikož je bamberské biskupství metropolitní diecézí, má rovněž tři podřízená sufragánní biskupství s následujícím seznamem biskupů:
- → Diecéze eichstättská: Seznam eichstättských biskupů
- → Diecéze würzburská: Seznam würzburských biskupů
- → Diecéze špýrská: Seznam špýrských biskupů

Uvedená biskupství jsou sufragánními vůči arcidiecézi bamberské na základě cirkumskripce buly papeže Pia VIII., která v roce 1821 zavedla nové rozčlenění jednotlivých diecézí v Bavorském království.